# Смаил-ага Ченгич
Смаил-ага Ченгич (серб. Смаил-ага Ченгић; 1780 — 23 сентября 1840) — османский боснийский феодал (с титулом ага) и военачальник османской армии. В 1831—1832 годах Ченгич был одним из османских генералов, сражавшихся против Хусейна Градашчевича, который возглавлял восстание в Боснии против центрального правительства Османской империи.
Ченгич был убит Новицей Церовичем в отместку за убийство младшего брата князя-епископа Черногории Петра II Петровича-Негоша. Его смерть вдохновила Ивана Мажуранича на написание эпической поэмы 1846 года «Смерть Смаил-аги Ченгича».

## Ранняя жизнь
Семья Ченгич происходит из региона Эгиль, на территории современной Турции (Анатолия). Отца Смаила звали Ибрагим. Смаил родился в 1778 или 1780 году в деревне Елашце в санджаке Босния, в 35 км от Калиновика (на территории современной Боснии и Герцеговины). Его отец умер, когда он был молод.

## 1809—1813
Будучи младшим офицером, он сражался против сербских повстанцев в 1809—1813 годах во время Первого сербского восстания и восстания в Египте в 1809—1810 годах.

## 1814-?
Около 1814 года Смаил-ага приехал в Гацко и поселился в районе Церницы, затем близ башни Фазлагич и, наконец, в Липнике недалеко от Автоваца. Здесь, в Липнике, он основал свою резиденцию и официальное звание капитана, построив Башню Ченгича, небольшую мечеть и несколько жилых домов. Он также построил несколько капитанских башен в более широком регионе Гацко и Восточной Герцеговины, а также множество вилл и домов в Малой Грачанице, Срджевичи, Луковице, Фойнице и Чернице.

## 1835 г
В 1835 году Смаил-ага и плевлинский паша согласились убить сербского православного священника Дробняка Милутина Церовича; он был убит турками в центре города и обезглавлен. Сын Милутина Новица, который был ведущим вождем Дробняка, осудил османов вместе со своими собратьями-вождями племен.

## Восточная Герцеговина (1836—1838)
В 1836 году на северной границе Черногории с Герцеговиной сербские племена вокруг города Грахово, которые все еще были феодально зависимы от мусульманского наместника Герцеговины, отказались платить харач (земельный налог для немусульман). Признавая необходимость внешней помощи, соплеменники заявили, что они являются подданными Петра II Петровича Негоша, и тем самым обратились за поддержкой к Черногории. Будучи преисполнен решимости подавить это неповиновение, Али-паша Ризванбегович, визирь Мостара, начал штурм Грахово в начале августа 1836 года. Когда город пал перед османами, визирь приказал своим войскам захватить пленников и сжечь город дотла. Как того требовала честь, черногорцы под командованием брата Петтра Негоша Джоко (Йована) и восьми близких родственников собрали несколько сотен человек, чтобы начать контратаку, пытаясь спасти пленников. Хотя поначалу черногорцам удалось спасти вождя местного племени и его людей, они были быстро захвачены кавалерией внушающего страх османского полководца Смаил-аги Ченгича, в то время как они вступили в перестрелку с объединенными силами Ризванбеговича и Али-паши Ресулбеговича из Требине. Всего в бою погибли девять членов клана Петрович-Негош, и считается, что Смаил-ага лично убил брата-подростка Негоша, Джоко. В ходе противостояния подросток был зарублен османами вместе с сорока другими воинами. Ченгич выставил напоказ отрубленные конечности Джоко.
Поскольку соплеменники Грахово были вынуждены принести присягу на верность османам, чтобы они могли вернуться в свои дома, и, таким образом, были вынуждены не мстить за смерть черногорцев, в том числе за смерть собственного брата Петра Петровича Негоша, нНадежды молодого князя-епископа на быструю месть не оправдались. Весть о поражении при Грахово вскоре распространилась за границу, и в 1837 году Пётр II Петрович был вынужден поехать в Санкт-Петербург, чтобы защищать свое поведение перед русскими. В 1838 году Черногория под давлением России подписала мирный договор с турками-османами. Однако договор привел к кратчайшим паузам, поскольку вскоре после этого столкновения и обезглавливания продолжились.

## Смерть
Через четыре года после поражения Черногории в битве при Грахово, стремясь отомстить за смерть своего брата, Пётр II Петрович спланировал убийство Смаил-аги при содействии местных христиан из Герцеговины, живших на территории, находившейся под контролем Смаил-аги. Петр Петрович-Негош приказал вождю черногорского племени Новице Церовичу устроить засаду на Смаил-агу Ченгича, османского военачальника, ответственного за убийство брата Петра Негоша Джоко (Йована).
В конце сентября 1840 года черногорцы завлекли Ченгича и его армию вглубь своей территории, устроили засаду и убили их, напав ночью на их лагерь. Нападение произошло в деревне Млетичак, к северу от Никшича. В завязавшемся столкновении Смаил-ага был застрелен, после чего его отрубленная голова была доставлена в Цетинье. В знак благодарности Пётр II Петрович назначил Церовича сенатором . Эти события богато засвидетельствованы в сербской эпической поэзии.

## Наследие

### В фольклоре
Смаил-ага Ченгич описан Иваном Мажураничем в его эпической поэме 1846 года «Смерть Смаил-аги Ченгича», опубликованной в альманахе «Искра», как главная фигура. Однако его описание Смаил-аги очень «предвзятое и лицемерное», по мнению современного австрийского фольклориста Ф. С. Краусса, и это стихотворение не показывает Ченгича таким, каким он был на самом деле.
Вук Стефанович Караджич был современником Смаила и несколько раз встречал его во время своих путешествий по Боснии и Герцеговине. В отличие от Ивана Мажуранича, Вук Караджич отзывался о Смаил-аге Ченгиче вполне положительно. Для Вука он был не просто олицетворением османской власти, Смаил был прежде всего боснийским славянином, обладавшим огромным авторитетом, респектабельностью и влиянием среди боснийских славян не только исламской, но и христианской религиозной принадлежности.